# Tetraklorkulstof
Tetraklorkulstof,, tetraklor (Retskrivningsordbogen), tetrachlormethan, carbontetrachlorid (Kemisk Ordbog) eller tetra (trivialnavn) er en kemisk forbindelse mellem klor og kulstof: Ved stuetemperatur og atmosfærisk tryk er stoffet en klar, farveløs og i øvrigt giftig væske med en sød lugt som kan mærkes allerede ved lave koncentrationer.

## Fremstilling
Det meste tetraklorkulstof fremstilles ved at man lader klor og carbondisulfid reagere ved 105-130 °C. Tetraklorkulstof dannes desuden som biprodukt ved fremstillingen af methylenklorid og kloroform.

## Tekniske anvendelser
I begyndelsen af det 20. århundrede fandt tetraklorkulstof udbredt anvendelse som opløsningsmiddel på renserier, som medium i køleanlæg og til brandbekæmpelse. På et tidspunkt blev man klar over skadevirkninger ved påvirkning af stoffet, og siden omkring 1940 har man udfaset det til fordel for mindre skadelige alternativer. Tetraklorkulstof blev dog stadigvæk brugt som drivgas i spaydåser og som pesticid i kornoplag.
Før Montreal-protokollen blev tetraklorkulstof brugt til at fremstille kølemedierne freon R-11 og freon R-12, men disse stoffer søges nu udfaset fordi de skader det lag af ozon i atmosfæren som beskytter livet på Jorden mod Solens ultraviolette lys. Tetraklorkulstof bruges dog stadig i fremstillingen af mindre skadelige kølemedier.

## Sundhed og sygdom
Den akutte virkning af tetraklorkulstof kan sammenlignes med beruselse som følge af ætanol ("alkohol"): Svimmelhed, kvalme, søvnighed og hovedpine. I alvorlige tilfælde kan forgiftningen medføre koma og endda død.
Kronisk påvirkning af tetraklorkulstof kan skade lever og nyrer: Når leveren udsættes for stoffet, svulmer den op, og dens celler kan skades eller ødelægges. Risikoen for leverskader forøges, hvis man samtidig er påvirket af ætanol ("alkohol"). Er man for en periode udsat for lave doser af stoffet, kan organerne reparere skaderne på deres celler, og genoptage deres normale funktion.
Stoffet er muligvis kræftfremkaldende – hos dyr giver kronisk tetraklorkulstof-forgiftning gennem føden anledning til kræft. Selv om man ikke har direkte beviser for at længere tids indtagelse eller indånding giver mennesker kræft, går bl.a. de amerikanske sundhedsmyndigheder ud fra at det er tilfældet.
Man har i forsøg med rotter ikke kunne påvise nogen skadelig virkning af tetraklorkulstof på dyrenes reproduktionsevne. Der foreligger ingen undersøgelser af stoffets indvirkning på menneskers forplantning.
Der findes flere forskellige metoder til at undersøge indholdet af tetraklorkulstof i en persons ånde, blod, urin eller kropsvæv. Da stoffet bliver udskilt af kroppen temmelig hurtigt, kan disse test kun påvise stoffet hvis personen er blevet udsat for det for ganske nylig.

## Fodnoter
1. 1 2  Forældet stavning ifølge Kemisk Ordbog

|  | Infoboks uden skabelon Denne artikel har en infoboks dannet af en tabel eller tilsvarende. |